# María Josefa Vergara y Hernández
María Bárbara Josefa Dominga Vergara y Hernández (Santiago de Querétaro, 7 de agosto de 1747 -  Ibídem, 22 de julio de 1809) fue una filántropa, benefactora y altruista mexicana.

## Biografía
Nacida el 7 de agosto de 1747, Josefa Vergara fue hija de Francisco Vergara y Rosa Hernández, y hermana de Francisco Vergara y Hernández, quien falleció antes que ella, dejándola como heredera completa de sus padres.
En su juventud, se casó con José Luis Frías, con quien inició su etapa de servicio y ayuda a los pobres y desprotegidos.
En 1798, a los 51 años de edad, Josefa Vergara quedó viuda y como heredera universal y albacea de don José Luis Frías. Durante su matrimonio no tuvieron hijos biológicos, pero sí muchos adoptados a quienes llevaron a residir en su casa ubicada en la calle del Desdén (hoy Allende Sur no. 16). Tras la muerte de su esposo y al heredar sus bienes y propiedades, los puso a disposición de órdenes religiosas, conventos e instituciones educativas, a las que también hizo aportaciones económicas y en especie mensualmente. Además, contribuyó con la construcción arquitectónica e infraestructura de la época.
Fundó el Monte de Piedad y organizó una casa de expósitos. Estableció el “Hospicio de los Pobres” y ofreció muchas de sus haciendas, con grandes extensiones de tierra, para satisfacer las necesidades de las clases más desfavorecidas. Además, financió el primer alumbrado público de la ciudad, incluyendo los faroles y serenos necesarios para su funcionamiento.

Completo el fondo para los objetos que indican las antecedentes cláusulas, se irá formando otro hasta que haya cien mil pesos en reales efectivos en la arca de tres llaves de que se hará mención para un Monte Pío al modo del establecido en México; pero suplico a mi albacea que en habilitación a los que ocurran a él en virtud de alhajas, procuren indagar si es porque verdaderamente se hallen necesitados: que sus casas por infortunios de los tiempos hayan llegado a experimentar quebrantos, o que lo necesiten tal vez para cubrir algunos créditos pendientes en el comercio y en que consista mantener su crédito y buena reputación, pues mi ánimo es dirigido solamente a hacer el bien, y no a que con dicho monte se fomenten los vicios, se aniquilen las familias, y redunden otros males; por lo que en los acuerdos ordinarios que conforme a ordenanza celebra mi albacea, se tratará sobre el modo de franquear los reales, y se averiguará acerca de quien los pida: sus circunstancias y conducta, para que en todo haya el acierto debido.
Testamento de Doña Josefa Vergara

Junto con su esposo, tenía una estrecha relación con el Lic. Miguel Domínguez Trujillo, corregidor de Querétaro, y con los miembros del Ayuntamiento de principios del siglo XIX, por lo que en su testamento dejó sus bienes capitales y propiedades al resguardo de estos para que los pusieran al servicio de la comunidad.
En su testamento, dejó como principal sostén de sus obras benéficas a su hacienda de Buena Esperanza. Solicitó la construcción de una casa para huérfanos y para mujeres y hombres con algún impedimento para trabajar, una casa de recogidas, un convento de enseñanza y cuatro escuelas para niñas, un depósito de granos para que los pobres pudieran comprarlos a precios más bajos que en el mercado, hospitales providenciales para cuando hubiera enfermedades generales en la población y la construcción de un convento para religiosas Agustinas. 
Tras una vida de servicio a la comunidad queretana, Josefa Vergara falleció a los 62 años, el 22 de julio de 1809, dejando todos sus bienes al Ayuntamiento de Querétaro para que continuaran beneficiando a los más desprotegidos. Sus restos descansan en la capilla de la Asunción del Templo y exconvento de la Cruz.

## Legado
Su legado continuó a pesar de las coyunturas sociales, políticas y económicas que trajo la Guerra de Independencia, las intervenciones extranjeras y el estado de guerra y crisis que acompañó al siglo XIX y principios del XX.
Luego de su muerte en 1809, se conformó la fundación Josefa Vergara, conocida como Hospicio Vergara, convirtiéndose en la institución benéfica más antigua de Querétaro. Posteriormente, el 12 de diciembre de 1881, el gobernador Francisco González de Cosío cambió el nombre de la fundación a "Junta Vergara de Beneficencia" y se pronunció como su presidente. Más tarde, el 24 de diciembre de 1992, mediante un decreto oficial dictado por el periódico "La Sombra de Arteaga", la fundación se transformó y quedó constituida como "Fundación Josefa Vergara y Hernández, Institución de Asistencia Privada", a cargo de la Junta de Asistencia del Estado de Querétaro.